# Croix du chef-lieu
La croix du chef-lieu est une croix de chemin située à Neydens, en France.

## Localisation
La croix de chemin est située dans le département français de la Haute-Savoie, sur la commune de Neydens.

## Historique
L'édifice est inscrit au titre des monuments historiques en 1950.